# Símbolos 3-j de Wigner
Na mecânica quântica, os símbolos 3-j de Wigner, também chamados de símbolos 3-jm, são uma alternativa aos coeficientes de Clebsch-Gordan com a finalidade de adicionar momentos angulares. Enquanto as duas propostas abordam exatamente o mesmo problema físico, os símbolos 3-j são mais simétricos e, portanto, têm propriedades de simetria maiores e mais simples que os coeficientes de Clebsch-Gordan.

## Relação matemática com o coeficiente de Clebsch-Gordan
Os símbolos 3-j são dados em termos dos coeficientes Clebsch-Gordan por
{\displaystyle {\begin{pmatrix}j_{1}&j_{2}&j_{3}\\m_{1}&m_{2}&m_{3}\end{pmatrix}}\equiv {\frac {(-1)^{j_{1}-j_{2}-m_{3}}}{\sqrt {2j_{3}+1}}}\langle j_{1}\,m_{1}\,j_{2}\,m_{2}|j_{3}\,(-m_{3})\rangle .}
Os termos j e m são números quânticos de momento angular, isto é, cada j (e cada m correspondente) é um número inteiro não negativo ou meio inteiro ímpar (Os meio-inteiros são precisamente números que são metade de um inteiro ímpar). O expoente do fator de sinal é sempre um número inteiro, portanto permanece o mesmo quando transposto para o lado esquerdo, e a relação inversa segue ao fazer a substituição m3 → −m3:
{\displaystyle \langle j_{1}\,m_{1}\,j_{2}\,m_{2}|j_{3}\,m_{3}\rangle =(-1)^{-j_{1}+j_{2}-m_{3}}{\sqrt {2j_{3}+1}}{\begin{pmatrix}j_{1}&j_{2}&j_{3}\\m_{1}&m_{2}&-m_{3}\end{pmatrix}}}.

## Propriedades de simetria
Um símbolo de 3-j é invariante sob uma permutação uniforme de suas colunas:
{\displaystyle {\begin{pmatrix}j_{1}&j_{2}&j_{3}\\m_{1}&m_{2}&m_{3}\end{pmatrix}}={\begin{pmatrix}j_{2}&j_{3}&j_{1}\\m_{2}&m_{3}&m_{1}\end{pmatrix}}={\begin{pmatrix}j_{3}&j_{1}&j_{2}\\m_{3}&m_{1}&m_{2}\end{pmatrix}}.}
Uma permutação ímpar das colunas dá um fator de fase:
{\displaystyle {\begin{pmatrix}j_{1}&j_{2}&j_{3}\\m_{1}&m_{2}&m_{3}\end{pmatrix}}=(-1)^{j_{1}+j_{2}+j_{3}}{\begin{pmatrix}j_{2}&j_{1}&j_{3}\\m_{2}&m_{1}&m_{3}\end{pmatrix}}=(-1)^{j_{1}+j_{2}+j_{3}}{\begin{pmatrix}j_{1}&j_{3}&j_{2}\\m_{1}&m_{3}&m_{2}\end{pmatrix}}.}
Alterando o sinal dos números {\displaystyle m} quânticos (inversão de tempo) também dá uma fase:
{\displaystyle {\begin{pmatrix}j_{1}&j_{2}&j_{3}\\-m_{1}&-m_{2}&-m_{3}\end{pmatrix}}=(-1)^{j_{1}+j_{2}+j_{3}}{\begin{pmatrix}j_{1}&j_{2}&j_{3}\\m_{1}&m_{2}&m_{3}\end{pmatrix}}.}
Os símbolos 3-j também têm as chamadas simetrias de Regge, que não são devidas a permutações ou reversão de tempo. Essas simetrias são,
{\displaystyle {\begin{pmatrix}j_{1}&j_{2}&j_{3}\\m_{1}&m_{2}&m_{3}\end{pmatrix}}={\begin{pmatrix}j_{1}&{\frac {j_{2}+j_{3}-m_{1}}{2}}&{\frac {j_{2}+j_{3}+m_{1}}{2}}\\j_{3}-j_{2}&{\frac {j_{2}-j_{3}-m_{1}}{2}}-m_{3}&{\frac {j_{2}-j_{3}+m_{1}}{2}}+m_{3}\end{pmatrix}}.}
{\displaystyle {\begin{pmatrix}j_{1}&j_{2}&j_{3}\\m_{1}&m_{2}&m_{3}\end{pmatrix}}=(-1)^{j_{1}+j_{2}+j_{3}}{\begin{pmatrix}{\frac {j_{2}+j_{3}+m_{1}}{2}}&{\frac {j_{1}+j_{3}+m_{2}}{2}}&{\frac {j_{1}+j_{2}+m_{3}}{2}}\\j_{1}-{\frac {j_{2}+j_{3}-m_{1}}{2}}&j_{2}-{\frac {j_{1}+j_{3}-m_{2}}{2}}&j_{3}-{\frac {j_{1}+j_{2}-m_{3}}{2}}\end{pmatrix}}.}
Com as simetrias Regge, o símbolo 3-j tem um total de 72 simetrias. Estes são melhor apresentadas pela definição de um símbolo Regge que é uma correspondência um-para-um entre ele e um símbolo 3-j e assume as propriedades de um quadrado semi-mágico.
{\displaystyle R={\begin{array}{|ccc|}\hline -j_{1}+j_{2}+j_{3}&j_{1}-j_{2}+j_{3}&j_{1}+j_{2}-j_{3}\\j_{1}-m_{1}&j_{2}-m_{2}&j_{3}-m_{3}\\j_{1}+m_{1}&j_{2}+m_{2}&j_{3}+m_{3}\\\hline \end{array}}}